# Ламаш, Борис Евгеньевич
Борис Евгеньевич Ламаш (15 июня 1962, Спасск-Дальний — 27 мая 2014, Владивосток) — российский учёный и преподаватель, член Европейского и Американского геофизичесоких союзов, специалист в области физики атмосферы и динамической метеорологии. Доктор физико-математических наук, профессор.

## Образование
В 1984 году закончил физический факультет Дальневосточного государственного университета (специализация «теоретическая геофизика»). После окончания университета обучался в аспирантуре кафедры теоретической физики ДВГУ и Геофизической обсерватории «Борок» (Ярославская область) Института физики Земли АН СССР. В 1988 году защитил диссертацию по теме «Доменная структура и метастабильные состояния малых псевдооднодоменных зерен» на соискание ученой степени кандидата физико-математических наук в Институте физики Земли имени О. Ю. Шмидта РАН.
В 2003 году защитил диссертацию по теме «Доменная структура и процессы приобретения намагниченности в одно- и псевдооднодоменных зернах титаномагнетитового ряда» на соискание ученой степени доктора физико-математических наук в ДВГУ.

## Научно-педагогическая карьера
- 1988—1989 — младший научный сотрудник
- 1989—1993 — научный сотрудник
- 1993—1994 — старший научный сотрудник
- 1994—1998 — заведующий лабораторий магнетизма горных пород и палеомагнетизма Управления научно-исследовательских работ
- 1994—1998 — учёный секретарь Краеведческого института управления научно-исследовательских работ ДВГУ
- 1996—1997 — старший преподаватель кафедры океанологии ДВГУ
- 1997—1998 — доцент кафедры теоретической и ядерной физики ДВГУ
- 1997—2004 — технический секретарь Регионального совета федеральной целевой программы «Интеграция»
- с 1998 — доцент отделения метеорологии ДВГУ
- 2002—2006 заместитель директора Дальневосточного регионального центра Федерации интернет-образования по учебной работе
- с 2004 — профессор кафедры метеорологии, климатологии и охраны атмосферы ДВГУ, и. о. заведующего кафедрой
- с 2005 — заведующий кафедрой метеорологии, климатологии и охраны атмосферы ДВГУ
- 2011—2014 — руководитель образовательных программ по гидрометеорологии ДВФУ, профессор кафедры океанологии и гидрометеорологии, член ученого совета Школы естественных наук ДВФУ

## Членство в научных и учебно-методических организациях
- 1996 — действительный член Американского геофизического союза (секция «Геомагнетизм, палеомагнетизм»)
- 2000 — действительный член Европейского геофизического союза (секции «Науки об атмосфере» и «Магнетизм, палеомагнетизм, физика горных пород и геоматериалов»)
- 2006 — член учебно-методического объединения вузов России по образованию в области гидрометеорологии
- 2008 — член диссертационного совета Д 212.056.08 при Дальневосточном федеральном университете

## Звания и награды
- 2008 — звание «Почетный работник высшего профессионального образования РФ»
- 2009 — звание «Почетный работник гидрометеослужбы РФ»